# Danh sách bộ phim được xếp hạng R có doanh thu cao nhất
Đây là danh sách những bộ phim được xếp hạng R có doanh thu cao nhất. Một bộ phim được xếp hạng R được xem là không phù hợp với trẻ em dưới 17 tuổi bởi Hiệp hội Điện ảnh Hoa Kỳ; MPAA khuyến cáo "Dưới 17 tuổi cần có người giám hộ hoặc phụ huynh đi kèm".

## Danh sách
Chỉ những bộ phim đang chiếu tại các rạp trên toàn thế giới trong tuần bắt đầu từ 13 tháng 3 năm 2025.
| Hạng | Phim                                                    | Năm  | Doanh thu toàn cầu | Chú thích   |
| ---- | ------------------------------------------------------- | ---- | ------------------ | ----------- |
| 1    | Joker                                                   | 2019 | $1,074,458,282     | [ 1 ] [ 2 ] |
| 2    | Oppenheimer                                             | 2023 | $925,964,945       | [ 3 ]       |
| 3    | Deadpool 2                                              | 2018 | $785,896,609       | [ 4 ]       |
| 4    | Deadpool                                                | 2016 | $782,612,155       | [ 5 ]       |
| 5    | The Matrix Reloaded                                     | 2003 | $741,847,937       | [ 6 ]       |
| 6    | It                                                      | 2017 | $700,381,748       | [ 7 ]       |
| 7    | Detective Chinatown 3NA                                 | 2021 | $686,257,563       | [ 8 ]       |
| 8    | Logan                                                   | 2017 | $619,021,436       | [ 9 ]       |
| 9    | The Passion of the Christ                               | 2004 | $612,054,428       | [ 10 ]      |
| 10   | The Hangover Part II                                    | 2011 | $586,764,305       | [ 11 ]      |
| 11   | Fifty Shades of Grey                                    | 2015 | $569,651,467       | [ 12 ]      |
| 12   | Ted                                                     | 2012 | $549,368,315       | [ 13 ]      |
| 13   | American Sniper                                         | 2014 | $547,326,372       | [ 14 ]      |
| 14   | Detective Chinatown 2NA                                 | 2018 | $544,068,574       | [ 14 ]      |
| 15   | The Revenant                                            | 2015 | $532,938,302       | [ 14 ]      |
| 16   | The MermaidNA                                           | 2016 | $525,018,479       | [ 14 ]      |
| 17   | Terminator 2: Judgment Day                              | 1991 | $515,390,883       | [ 14 ]      |
| 18   | Demon Slayer: Kimetsu no Yaiba – The Movie: Mugen Train | 2020 | $507,127,293       | [ 15 ]      |
| 19   | Gladiator                                               | 2000 | $503,162,313       | [ 16 ]      |
| 20   | Saving Private Ryan                                     | 1998 | $485,035,085       | [ 14 ]      |
| 21   | The IntouchablesNA                                      | 2011 | $484,857,330       | [ 14 ]      |
| 22   | Troy                                                    | 2004 | $483,152,040       | [ 14 ]      |
| 23   | It Chapter Two                                          | 2019 | $473,093,228       | [ 17 ]      |
| 24   | The Hangover                                            | 2009 | $465,487,583       | [ 14 ]      |
| 25   | The Matrix                                              | 1999 | $465,377,200       | [ 14 ]      |
| 26   | Pretty Woman                                            | 1990 | $463,406,268       | [ 18 ]      |
| 27   | Lucy                                                    | 2014 | $458,863,600       | [ 19 ]      |
| 28   | 300                                                     | 2007 | $456,068,181       | [ 20 ]      |
| 29   | The Last Samurai                                        | 2003 | $454,627,263       | [ 21 ]      |
| 30   | The Exorcist                                            | 1973 | $441,306,145       | [ 22 ]      |
| 31   | A Star Is Born                                          | 2018 | $434,888,866       | [ 23 ]      |
| 32   | Terminator 3: Rise of the Machines                      | 2003 | $433,371,112       | [ 24 ]      |
| 33   | The Matrix Revolutions                                  | 2003 | $427,344,031       | [ 25 ]      |
| 34   | John Wick: Chapter 4                                    | 2023 | $426,978,565       | [ 26 ]      |
| 35   | Bad Boys for Life                                       | 2020 | $426,505,244       | [ 27 ]      |
| 36   | Django Unchained                                        | 2012 | $425,368,238       | [ 28 ]      |
| 37   | Mad Max: Fury Road                                      | 2015 | $415,261,382       | [ 29 ]      |
| 38   | Sex and the City                                        | 2008 | $415,253,641       | [ 30 ]      |
| 39   | Kingsman: The Secret Service                            | 2015 | $414,351,546       | [ 31 ]      |
| 40   | The King's Speech                                       | 2010 | $414,242,458       | [ 32 ]      |
| 41   | The Bodyguard                                           | 1992 | $411,006,740       | [ 33 ]      |
| 42   | Kingsman: The Golden Circle                             | 2017 | $410,902,662       | [ 34 ]      |
| 43   | Prometheus                                              | 2012 | $403,354,469       | [ 35 ]      |
| 44   | Enter the Dragon                                        | 1973 | $400,000,000       | [ 36 ]      |
| 45   | The Wolf of Wall Street                                 | 2013 | $392,000,694       | [ 37 ]      |
| 46   | 1917                                                    | 2019 | $384,987,108       | [ 38 ]      |
| 47   | Fifty Shades Darker                                     | 2017 | $381,545,846       | [ 39 ]      |
| 48   | True Lies                                               | 1994 | $378,882,411       | [ 40 ]      |
| 49   | Slumdog Millionaire                                     | 2008 | $377,910,544       | [ 41 ]      |
| 50   | Once Upon a Time in Hollywood                           | 2019 | $374,375,059       | [ 42 ]      |

NANhững bộ phim không phải của Mỹ, thường có doanh thu chiếm 3℅ tại Mỹ và Canada. 

## Phim hạng R có doanh thu cao nhất theo năm
Cho thấy các bộ phim đang chiếu tại các rạp trên toàn thế giới trong tuần bắt đầu từ 13 tháng 3 năm 2025.
| Năm  | Tựa đề                                                                              | Doanh thu toàn cầu          | Kinh phí     | CHú thích            |
| ---- | ----------------------------------------------------------------------------------- | --------------------------- | ------------ | -------------------- |
| 1973 | Quỷ ám                                                                              | $441.306.145 ($329.017.945) | $11.000.000  | [ 43 ]               |
| 1977 | Saturday Night Fever                                                                | $237.113.184                | $3.500.000   | [ 44 ]               |
| 1978 | National Lampoon's Animal House                                                     | $120.091.123                | $3.000.000   | [ 45 ]               |
| 1979 | Quái vật không gian                                                                 | $101.718.022                | $11.000.000  | [ 46 ]               |
| 1980 | The Blues Brothers                                                                  | $115.229.890                | $30.000.000  | [ 47 ]               |
| 1981 | Stripes                                                                             | $85.297.000                 | $10.000.000  | [ 48 ]               |
| 1982 | An Officer and a Gentleman                                                          | $129.795.554                | $6.000.000   | [ 49 ]               |
| 1983 | Flashdance                                                                          | $92.921.203                 | $7.000.000   | [ 50 ]               |
| 1984 | Beverly Hills Cop                                                                   | $316.360.478                | $15.000.000  | [ 51 ]               |
| 1985 | Rambo 2                                                                             | $300.400.432                | $25.500.000  | [ 52 ]               |
| 1986 | Trung đội                                                                           | $138.545.632                | $6.000.000   | [ 53 ]               |
| 1987 | Fatal Attraction                                                                    | $320.145.693                | $14.000.000  | [ 54 ]               |
| 1988 | Rain Man                                                                            | $354.825.435                | $25.000.000  | [ 55 ]               |
| 1989 | Lethal Weapon 2                                                                     | $227.853.986                | $30.000.000  | [ 56 ]               |
| 1990 | Người đàn bà đẹp                                                                    | $463.406.268                | $14.000.000  | [ 57 ]               |
| 1991 | kẻ hủy diệt 2: Ngày phán xét                                                        | $520.884.847                | $102.000.000 | [ 58 ]               |
| 1992 | The Bodyguard                                                                       | $411.006.740                | $25.000.000  | [ 59 ]               |
| 1993 | Bản danh sách của Schindler                                                         | $322.243.445                | $22.000.000  | [ 60 ]               |
| 1994 | Lời nói dối chân thật                                                               | $378.882.411                | $115.000.000 | [ 61 ]               |
| 1995 | Die Hard with a Vengeance                                                           | $366.236.538                | $90.000.000  | [ 62 ]               |
| 1996 | Nhà tù đá                                                                           | $335.062.621                | $75.000.000  | [ 63 ]               |
| 1997 | Air Force One                                                                       | $315.156.409                | $85.000.000  | [ 64 ]               |
| 1998 | giải cứu binh nhì Ryan                                                              | $482.349.603                | $70.000.000  | [ 65 ]               |
| 1999 | Ma trận                                                                             | $465.343.787                | $63.000.000  | [ 66 ]               |
| 2000 | Gladiator                                                                           | $460.583.960                | $103.000.000 | [ 67 ]               |
| 2001 | Hannibal                                                                            | $351.692.268                | $87.000.000  | [ 68 ]               |
| 2002 | 8 Mile                                                                              | $242.875.078                | $41.000.000  | [ 69 ]               |
| 2003 | Ma trận: Tái nạp                                                                    | $741,846,459                | $150,000,000 | [ 6 ]                |
| 2004 | The Passion of the Christ                                                           | $611.899.420                | $30.000.000  | [ 70 ]               |
| 2005 | Wedding Crashers                                                                    | $288.467.645                | $40.000.000  | [ 71 ]               |
| 2006 | Borat: Cultural Learnings of America for Make Benefit Glorious Nation of Kazakhstan | $262.552.893                | $18.000.000  | [ 72 ]               |
| 2007 | 300                                                                                 | $456.068.181                | $65.000.000  | [ 73 ]               |
| 2008 | Sex and the City                                                                    | $418.765.321                | $65.000.000  | [ 74 ]               |
| 2009 | The Hangover                                                                        | $465.764.086                | $35.000.000  | [ 75 ] [ 76 ]        |
| 2010 | The King's Speech                                                                   | $410.867.243                | $15.000.000  | [ 32 ]               |
| 2011 | The Hangover Part II                                                                | $586.764.305                | $80.000.000  | [ 11 ]               |
| 2012 | Ted                                                                                 | $549.368.315                | $50.000.000  | [ 77 ]               |
| 2013 | Sói già phố Wall                                                                    | $392.000.694                | $100.000.000 | [ 78 ]               |
| 2014 | Lính bắn tỉa Mỹ                                                                     | $547.426.372                | $59.000.000  | [ 79 ]               |
| 2015 | Năm mươi sắc thái                                                                   | $569.651.467                | $40.000.000  | [ 80 ]               |
| 2016 | Deadpool                                                                            | $782.612.155                | $58.000.000  | [ 81 ]               |
| 2017 | Chú hề ma quái                                                                      | $700.381.748                | $35.000.000  | [ 82 ] [ 83 ] [ 84 ] |
| 2018 | Deadpool 2                                                                          | $785.046.920                | $110.000.000 | [ 85 ]               |
| 2019 | Joker                                                                               | $1.074.251.311              | $55,000,000  | [ 86 ]               |
| 2020 | Những gã trai hư trọn đời                                                           | $425.514.702                | $90.000.000  | [ 87 ]               |

## Phim hạng R từng có doanh thu cao nhất
Ít nhất năm bộ phim đã giữ kỷ lục phim được xếp hạng R có doanh thu cao nhất tại một thời điểm nhất định.
 cho thấy một bộ phim đang giữ kỷ lục vẫn đang được chiếu tại các rạp trên toàn thế giới trong tuần bắt đầu từ 13 tháng 3 năm 2025.
| Title                        | Established | Record-setting gross | Ref    |
| ---------------------------- | ----------- | -------------------- | ------ |
| Quỷ ám                       | 1973        | $441,306,145         | [ 88 ] |
| Người đàn bà đẹp             | 1990        | $463,406,268         | [ 89 ] |
| Kẻ hủy diệt 2: Ngày phán xét | 1991        | $520,884,847         | [ 90 ] |
| Ma trận: Tái lập             | 2003        | $741,846,459         | [ 91 ] |
| Deadpool                     | 2016        | $782,612,155         | [ 92 ] |
| Deadpool 2                   | 2018        | $785,046,920         | [ 85 ] |
| Joker                        | 2019        | $1,074,251,311       | [ 86 ] |

## 25 nhượng quyền phim có doanh thu cao nhất
Một số loạt phim được liệt kê trong đây cũng đã phát hành những bộ phim được xếp hạng khác. Chỉ những phim được xếp hạng R mới được đưa vào đây. Một nhượng quyền thương mại phải có ít nhất hai bộ phim được xếp hạng R để được liệt kê.
 cho biết ít nhất một bộ phim đang phát hành trong tuần bắt đầu từ 13 tháng 3 năm 2025.
| Hạng | Series | Tổng doanh thu toàn cầu | Số phim | Doanh thu trung bình mỗi phim | Phim có doanh thu cao nhất |
| ---- | ------ | ----------------------- | ------- | ----------------------------- | -------------------------- |

|   | Deadpool series   | $1.568.159.899 | 2 | $784.079.950 | Deadpool 2 ($785.046.920) |
| 1 | Deadpool 2 (2018) | $785.046.920   |   |              |                           |
| 2 | Deadpool (2016)   | $783.112.979   |   |              |                           |

|  | Logan (2017) | $619.021.436 |  |  |  |

|   | Deadpool series   | $1.568.159.899 | 2 | $784.079.950 | Deadpool 2 ($785.046.920) |
| 1 | Deadpool 2 (2018) | $785.046.920   |   |              |                           |
| 2 | Deadpool (2016)   | $783.112.979   |   |              |                           |

|  | Logan (2017) | $619.021.436 |  |  |  |

| 2 | The Conjuring Universe            | $1.919.687.450 | 7 | $274.241.064 | The Nun ($365.550.119) |
| 1 | Ác quỷ ma sơ (2018)               | $365.550.119   |   |              |                        |
| 2 | Ám ảnh kinh hoàng 2 (2016)        | $320.392.818   |   |              |                        |
| 3 | Ám ảnh kinh hoàng (2013)          | $319.494.638   |   |              |                        |
| 4 | Annabelle: Tạo vật quỷ dữ (2017)  | $306.515.884   |   |              |                        |
| 5 | Annabelle (2014)                  | $257.047.661   |   |              |                        |
| 6 | Annabelle: Ác quỷ trở về (2019)   | $228.552.591   |   |              |                        |
| 7 | Mẹ ma than khóc La Llorona (2019) | $122.133.739   |   |              |                        |

| 3 | The Matrix                           | $1.719.630.856 | 3 | $573.210.285 | The Matrix Reloaded ($828.770.175) |
| 1 | Ma trận: Tái nạp (2003)              | $828.770.175   |   |              |                                    |
| 2 | Ma trận (1999)                       | $463.517.383   |   |              |                                    |
| 3 | Ma trận: Những cuộc cách mạng (2003) | $427.343.298   |   |              |                                    |

| 4 | Deadpool          | $1.568.159.899 | 2 | $784.079.950 | Deadpool 2 ($785.046.920) |
| 1 | Deadpool 2 (2018) | $785.046.920   |   |              |                           |
| 2 | Deadpool (2016)   | $783.112.979   |   |              |                           |

| 5 | The Hangover                 | $1.416.248.289 | 3 | $472.082.763 | The Hangover Part II ($586.764.305) |
| 1 | The Hangover Part II (2011)  | $586.764.305   |   |              |                                     |
| 2 | The Hangover (2009)          | $467.483.912   |   |              |                                     |
| 3 | The Hangover Part III (2013) | $362.000.072   |   |              |                                     |

| 6 | Alien                                | $1.330.700.317 | 7 | $190.100.045 | Prometheus ($403.354.469) |
| 1 | Hành trình đến hành tinh chết (2012) | $403.354.469   |   |              |                           |
| 2 | Quái vật không gian (2017)           | $240.891.763   |   |              |                           |
| 3 | Resurrection (1997)                  | $161.376.068   |   |              |                           |
| 4 | Alien 3 (1992)                       | $159.814.498   |   |              |                           |
| 5 | Aliens (1986)                        | $131.060.248   |   |              |                           |
| 6 | Aliens vs. Predator - Requiem (2007) | $128.884.494   |   |              |                           |
| 7 | Alien (1979)                         | $105.318.777   |   |              |                           |

| 7 | Fifty Shades                   | $1.322.263.368 | 3 | $440.754.456 | Grey ($568.810.483) |
| 1 | Năm mươi sắc thái (2015)       | $568.810.483   |   |              |                     |
| 2 | Năm mươi sắc thái đen (2017)   | $381.543.436   |   |              |                     |
| 3 | Năm mươi sắc thái tự do (2018) | $371.909.449   |   |              |                     |

| 8 | Terminator                                | $1.292.704.949 | 4 | $323.176.237 | Judgment Day ($519.843.345) |
| 1 | Kẻ hủy diệt 2: Ngày phán xét (1991)       | $519.843.345   |   |              |                             |
| 2 | Kẻ hủy diệt 3: Kỷ nguyên người máy (2003) | $433.371.112   |   |              |                             |
| 3 | Kẻ hủy diệt: Vận mệnh đen tối (2019)      | $261.119.292   |   |              |                             |
| 4 | Kẻ hủy diệt (1984)                        | $78.371.200    |   |              |                             |

|   | Live-action              | $1.233.229.454 | 6 | $205.538.242 | The Final Chapter ($312.257.250) |
| 1 | The Final Chapter (2017) | $312.257.250   |   |              |                                  |
| 2 | Afterlife (2010)         | $300.228.084   |   |              |                                  |
| 3 | Retribution (2012)       | $240.004.424   |   |              |                                  |
| 4 | Extinction (2007)        | $148.412.065   |   |              |                                  |
| 5 | Apocalypse (2004)        | $129.342.769   |   |              |                                  |
| 6 | Resident Evil (2002)     | $102.984.862   |   |              |                                  |

|   | Loạt phim hoạt hình | $4.478.670 | 3 | $1.492.890 | Damnation ($2.325.035) |
| 1 | Damnation (2012)    | $2.325.035 |   |            |                        |
| 2 | Vendetta (2017)     | $1.614.720 |   |            |                        |
| 3 | Degeneration (2008) | $538.915   |   |            |                        |

|   | Live-action              | $1.233.229.454 | 6 | $205.538.242 | The Final Chapter ($312.257.250) |
| 1 | The Final Chapter (2017) | $312.257.250   |   |              |                                  |
| 2 | Afterlife (2010)         | $300.228.084   |   |              |                                  |
| 3 | Retribution (2012)       | $240.004.424   |   |              |                                  |
| 4 | Extinction (2007)        | $148.412.065   |   |              |                                  |
| 5 | Apocalypse (2004)        | $129.342.769   |   |              |                                  |
| 6 | Resident Evil (2002)     | $102.984.862   |   |              |                                  |

|   | Loạt phim hoạt hình | $4.478.670 | 3 | $1.492.890 | Damnation ($2.325.035) |
| 1 | Damnation (2012)    | $2.325.035 |   |            |                        |
| 2 | Vendetta (2017)     | $1.614.720 |   |            |                        |
| 3 | Degeneration (2008) | $538.915   |   |            |                        |

| 10 | It                    | $1.173.474.976 | 2 | $586.737.488 | It ($700.381.748) |
| 1  | It (2017)             | $700.381.748   |   |              |                   |
| 2  | It Chapter Two (2019) | $473.093.228   |   |              |                   |

| 11 | Batman                  | $1.075.635.297 | 2 | $537.817.649 | Joker ($1.071.173.263) |
| 1  | Joker (2019)            | $1.071.173.263 |   |              |                        |
| 2  | The Killing Joke (2016) | $4.462.034     |   |              |                        |

| 12 | Die Hard                         | $1.052.554.898 | 4 | $263.138.725 | Die Hard with a Vengeance ($366.101.666) |
| 1  | Die Hard with a Vengeance (1995) | $366.101.666   |   |              |                                          |
| 2  | A Good Day to Die Hard (2013)    | $304.654.182   |   |              |                                          |
| 3  | Die Hard 2 (1990)                | $241.031.094   |   |              |                                          |
| 4  | Die Hard (1988)                  | $140.767.956   |   |              |                                          |

| 13 | American Pie            | $989.475.386 | 4 | $247.368.847 | American Pie 2 ($287.553.595) |
| 1  | American Pie 2 (2001)   | $287.553.595 |   |              |                               |
| 2  | American Pie (1999)     | $235.483.004 |   |              |                               |
| 3  | American Reunion (2012) | $234.989.584 |   |              |                               |
| 4  | American Wedding (2003) | $231.449.203 |   |              |                               |

| 14 | Saw            | $976.272.768 | 8 | $122.034.096 | Saw III ($164.874.275) |
| 1  | Saw III (2006) | $164.874.275 |   |              |                        |
| 2  | Saw II (2005)  | $147.748.505 |   |              |                        |
| 3  | Saw IV (2007)  | $139.352.633 |   |              |                        |
| 4  | Saw 3D (2010)  | $136.150.434 |   |              |                        |
| 5  | Saw V (2008)   | $113.864.059 |   |              |                        |
| 6  | Saw (2004)     | $103.096.345 |   |              |                        |
| 7  | Jigsaw (2017)  | $102.952.888 |   |              |                        |
| 8  | Saw VI (2009)  | $68.233.629  |   |              |                        |

| 15 | Hannibal                        | $924.422.301 | 5 | $184.884.460 | Hannibal ($351.692.268) |
| 1  | Hannibal (2001)                 | $351.692.268 |   |              |                         |
| 2  | The Silence of the Lambs (1991) | $272.742.922 |   |              |                         |
| 3  | Red Dragon (2002)               | $209.196.298 |   |              |                         |
| 4  | Hannibal Rising (2007)          | $82.169.884  |   |              |                         |
| 5  | Manhunter (1986)                | $8.620.929   |   |              |                         |

| 16 | Paranormal Activity          | $890.533.646 | 6 | $148.422.274 | Paranormal Activity 3 ($207.039.844) |
| 1  | Paranormal Activity 3 (2011) | $207.039.844 |   |              |                                      |
| 2  | Paranormal Activity (2007)   | $193.355.800 |   |              |                                      |
| 3  | Paranormal Activity 2 (2010) | $177.512.032 |   |              |                                      |
| 4  | Paranormal Activity 4 (2012) | $142.817.992 |   |              |                                      |
| 5  | The Marked Ones (2014)       | $90.904.854  |   |              |                                      |
| 6  | The Ghost Dimension (2015)   | $78.903.124  |   |              |                                      |

| 17 | Bad Boys                         | $840.261.282 | 3 | $280.087.094 | Bad Boys for Life ($425.514.702) |
| 1  | Những gã trai hư trọn đời (2020) | $425.514.702 |   |              |                                  |
| 2  | Bad Boys II (2003)               | $273.339.556 |   |              |                                  |
| 3  | Bad Boys (1995)                  | $141.407.024 |   |              |                                  |

| 18 | Kingsman                  | $825.254.208 | 2 | $412.627.104 | The Secret Service ($414.351.546) |
| 1  | The Secret Service (2014) | $414.351.546 |   |              |                                   |
| 2  | The Golden Circle (2017)  | $410.902.662 |   |              |                                   |

| 19 | Rambo                             | $819.363.590 | 5 | $163.872.718 | Rambo: First Blood Part II ($300.400.432) |
| 1  | Rambo: First Blood Part II (1985) | $300.400.432 |   |              |                                           |
| 2  | Rambo III (1988)                  | $189.015.611 |   |              |                                           |
| 3  | First Blood (1982)                | $125.212.904 |   |              |                                           |
| 4  | Rambo (2008)                      | $113.244.290 |   |              |                                           |
| 5  | Rambo: Last Blood (2019)          | $91.490.353  |   |              |                                           |

| 20 | Ted          | $763.103.098 | 2 | $381.551.549 | Ted ($400.062.763) |
| 1  | Ted (2012)   | $549.368.315 |   |              |                    |
| 2  | Ted 2 (2015) | $213.734.783 |   |              |                    |

| 21 | Beverly Hills Cop            | $735.534.503 | 3 | $245.178.168 | Beverly Hills Cop ($316.360.478) |
| 1  | Beverly Hills Cop (1984)     | $316.360.478 |   |              |                                  |
| 2  | Beverly Hills Cop II (1987)  | $299.965.036 |   |              |                                  |
| 3  | Beverly Hills Cop III (1994) | $119.208.989 |   |              |                                  |

| 22 | Sex and the City          | $709.510.376 | 2 | $354.755.188 | Sex and the City ($418.765.321) |
| 1  | Sex and the City (2008)   | $418.765.321 |   |              |                                 |
| 2  | Sex and the City 2 (2010) | $290.745.055 |   |              |                                 |

| 23 | Final Destination            | $665.080.639 | 5 | $133.016.128 | The Final Destination ($186.167.139) |
| 1  | The Final Destination (2009) | $186.167.139 |   |              |                                      |
| 2  | Final Destination 5 (2011)   | $157.887.643 |   |              |                                      |
| 3  | Final Destination 3 (2006)   | $117.719.158 |   |              |                                      |
| 4  | Final Destination (2000)     | $112.880.294 |   |              |                                      |
| 5  | Final Destination 2 (2003)   | $90.426.405  |   |              |                                      |

| 24 | Halloween                           | $620.527.025 | 11 | $56.411.548 | Halloween ($253.688.035) |
| 1  | Halloween (2018)                    | $253.688.035 |    |             |                          |
| 2  | Halloween (2007)                    | $80.249.467  |    |             |                          |
| 3  | Halloween (1978)                    | $70.000.000  |    |             |                          |
| 4  | H20: 20 Years Later (1998)          | $55.041.738  |    |             |                          |
| 5  | Halloween II (2009)                 | $39.421.467  |    |             |                          |
| 6  | Resurrection (2002)                 | $37.664.855  |    |             |                          |
| 7  | Halloween II (1981)                 | $25.533.818  |    |             |                          |
| 8  | The Return of Michael Myers (1988)  | $17.768.757  |    |             |                          |
| 9  | The Curse of Michael Myers (1995)   | $15.116.634  |    |             |                          |
| 10 | Season of the Witch (1982)          | $14.400.000  |    |             |                          |
| 11 | The Revenge of Michael Myers (1989) | $11.642.254  |    |             |                          |

| 25 | Scream          | $604.382.926 | 4 | $151.095.732 | Scream ($173.046.663) |
| 1  | Scream (1996)   | $173.046.663 |   |              |                       |
| 2  | Scream 2 (1997) | $172.363.301 |   |              |                       |
| 3  | Scream 3 (2000) | $161.834.276 |   |              |                       |
| 4  | Scream 4 (2011) | $97.138.686  |   |              |                       |